# دهستان یانگنیر
دهستان یانگنیر (به لاتین: Yangnyer Gewog) یک دهستان در کشور بوتان است که در ناحیهٔ تراشیگانگ واقع شده‌است.